# Mistrzostwa Europy w Lekkoatletyce 2014 – maraton kobiet
Maraton kobiet – jedna z konkurencji biegowych rozgrywanych podczas lekkoatletycznych mistrzostw Europy w Zurychu.

## Rekordy
Tabela prezentuje rekord świata, rekord Europy, najlepsze osiągnięcie na Starym Kontynencie, a także najlepszy rezultat na świecie i Europie w sezonie 2014 przed rozpoczęciem mistrzostw.
| Standing records prior to the 2014 European Athletics Championships | Standing records prior to the 2014 European Athletics Championships | Standing records prior to the 2014 European Athletics Championships | Standing records prior to the 2014 European Athletics Championships | Standing records prior to the 2014 European Athletics Championships |
| ------------------------------------------------------------------- | ------------------------------------------------------------------- | ------------------------------------------------------------------- | ------------------------------------------------------------------- | ------------------------------------------------------------------- |
| Rekord świata                                                       | Paula Radcliffe                                                     | 2:15:25                                                             | Londyn, Wielka Brytania                                             | 13 kwietnia 2003(dts)                                               |
| Rekord Europy                                                       | Paula Radcliffe                                                     | 2:15:25                                                             | Londyn, Wielka Brytania                                             | 13 kwietnia 2003(dts)                                               |
| Rekord mistrzostw Europy                                            | Maria Guida                                                         | 2:26:05                                                             | Monachium, Niemcy                                                   | 10 sierpnia 2002(dts)                                               |
| Listy światowe                                                      | Edna Kiplagat                                                       | 2:20:21                                                             | Londyn                                                              | 13 kwietnia 2014(dts)                                               |
| Listy europejskie                                                   | Marija Konowałowa                                                   | 2:23:43                                                             | Nagoja, Japonia                                                     | 9 marca 2014(dts)                                                   |

## Listy europejskie
Tabela przedstawia 10 najlepszych wyników uzyskanych w sezonie 2014 przez europejskie maratonki przed rozpoczęciem mistrzostw.
| Pozycja | Zawodniczka            | Narodowość | Czas    | Data i miejsce      |
| ------- | ---------------------- | ---------- | ------- | ------------------- |
| 1.      | Aliaksandra Duliba     | Białoruś   | 2:21:29 | 21 kwietnia, Boston |
| 2.      | Marija Konowałowa      | Rosja      | 2:23:43 | 9 marca, Nagoja     |
| 3.      | Jeļena Prokopčuka      | Łotwa      | 2:24:07 | 9 marca, Nagoja     |
| 4.      | Jéssica Augusto        | Portugalia | 2:24:25 | 13 kwietnia, Londyn |
| 5.      | Tetjana Gamera-Szmyrko | Ukraina    | 2:24:37 | 26 stycznia, Osaka  |
| 6.      | Karolina Jarzyńska     | Polska     | 2:26:31 | 26 stycznia, Osaka  |
| 7.      | Ana Dulce Félix        | Portugalia | 2:26:46 | 13 kwietnia, Londyn |
| 8.      | Sultan Haydar          | Turcja     | 2:27:54 | 24 stycznia, Dubaj  |
| 9.      | Albina Majorowa        | Rosja      | 2:28:18 | 23 lutego, Tokio    |
| 10.     | Natalja Puczkowa       | Rosja      | 2:28:44 | 26 stycznia, Osaka  |

## Terminarz
| Data        | Godzina |       |
| ----------- | ------- | ----- |
| 16 sierpnia | 9:00    | Finał |

## Rezultaty

### Wyniki indywidualne
| Miejsce | Zawodniczka                | Narodowość | Czas    | Uwagi |
| ------- | -------------------------- | ---------- | ------- | ----- |
| 01 !    | Christelle Daunay          | Francja    | 2:25:14 | CR    |
| 02 !    | Valeria Straneo            | Włochy     | 2:25:27 |       |
| 03 !    | Jéssica Augusto            | Portugalia | 2:25:41 |       |
| 4.      | Lisa Nemec                 | Chorwacja  | 2:28:36 |       |
| 5.      | Elvan Abeylegesse          | Turcja     | 2:29:46 |       |
| 6.      | Anna Incerti               | Włochy     | 2:29:58 |       |
| 7.      | Rasa Drazdauskaitė         | Litwa      | 2:30:32 |       |
| 8.      | Jessica Draskau-Petersson  | Dania      | 2:30:53 | PB    |
| 9.      | Maja Neuenschwander        | Szwajcaria | 2:31:08 |       |
| 10.     | Fionnuala Britton          | Irlandia   | 2:31:46 |       |
| 11.     | Natalja Puczkowa           | Rosja      | 2:32:22 |       |
| 12.     | Nadia Ejjafini             | Włochy     | 2:32:34 |       |
| 13.     | Andrea Deelstra            | Holandia   | 2:32:39 | PB    |
| 14.     | Emma Quaglia               | Włochy     | 2:32:45 | SB    |
| 15.     | Filomena Costa             | Portugalia | 2:32:50 |       |
| 16.     | Deborah Toniolo            | Włochy     | 2:33:02 |       |
| 17.     | Albina Majorowa            | Rosja      | 2:33:45 |       |
| 18.     | Maryna Damancewicz         | Białoruś   | 2:33:57 |       |
| 19.     | Miranda Boonstra           | Holandia   | 2:34:29 | SB    |
| 20.     | Marisa Barros              | Portugalia | 2:34:35 |       |
| 21.     | Remalda Kergyte            | Litwa      | 2:35:13 | PB    |
| 22.     | Mona Stockhecke            | Niemcy     | 2:35:44 |       |
| 23.     | Gulnara Wygowskaja         | Rosja      | 2:35:56 |       |
| 24.     | Nicola Spirig              | Szwajcaria | 2:37:12 | PB    |
| 25.     | Tetjana Wernyhor           | Ukraina    | 2:38:01 |       |
| 26.     | Patricia Morceli Buehler   | Szwajcaria | 2:38:41 | SB    |
| 27.     | Živile Balciunaite         | Litwa      | 2:39:53 |       |
| 28.     | Katharina Heinig           | Niemcy     | 2:40:11 |       |
| 29.     | Liina Luik                 | Estonia    | 2:41:48 |       |
| 30.     | Annelie Johansson          | Szwecja    | 2:42:04 | PB    |
| 31.     | Nilay Esen                 | Turcja     | 2:42:05 |       |
| 32.     | Frida Lunden               | Szwecja    | 2:42:18 | PB    |
| 33.     | Martina Straehl            | Szwajcaria | 2:42:21 |       |
| 34.     | Charlotte Karlsson         | Szwecja    | 2:42:29 | PB    |
| 35.     | Nadieżda Leontjewa         | Rosja      | 2:42:41 |       |
| 36.     | Sarah Mulligan             | Irlandia   | 2:42:43 |       |
| 37.     | Stefanie Bouma             | Holandia   | 2:42:47 |       |
| 38.     | Lena Eliasson              | Szwecja    | 2:43:12 |       |
| 39.     | Ursula Spielmann-Jeitziner | Szwajcaria | 2:43:20 |       |
| 40.     | Rosaria Console            | Włochy     | 2:43:40 |       |
| 41.     | Barbara Sanchez            | Irlandia   | 2:43:59 |       |
| 42.     | Hanna Lindholm             | Szwecja    | 2:44:05 | PB    |
| 43.     | Leila Luik                 | Estonia    | 2:45:59 |       |
| 44.     | Magali Di Marco            | Szwajcaria | 2:46:53 |       |
| 45.     | Bahar Dogan                | Turcja     | 2:47:11 |       |
| 46.     | Martha Komu                | Francja    | 2:47:34 |       |
| 47.     | Lily Luik                  | Estonia    | 2:48:49 | PB    |
| 48.     | Corinne Herbreteau-Cante   | Francja    | 3:02:49 |       |
| -       | Alessandra Aguilar         | Hiszpania  | DNF     |       |
| -       | Sabrina Mockenhaupt        | Niemcy     | DNF     |       |
| -       | Doroteia Peixoto           | Portugalia | DNF     |       |
| -       | Evelin Talts               | Estonia    | DNF     |       |
| -       | Ruth Van Der Meijden       | Holandia   | DNF     |       |

### Wyniki drużynowe
Każda reprezentacja mogła składać się z maksymalnie sześciu biegaczek, jednak do klasyfikacji drużynowej brano czasy trzech najlepszych.
| Pozycja | Reprezentacja | Łączny czas |
| ------- | ------------- | ----------- |
| 01 !    | Włochy        | 7:27:59     |
| 02 !    | Portugalia    | 7:33:06     |
| 03 !    | Rosja         | 7:42:03     |
| 4.      | Litwa         | 7:45:38     |
| 5.      | Szwajcaria    | 7:47:01     |
| 6.      | Holandia      | 7:49:55     |
| 7.      | Irlandia      | 7:58:28     |
| 8.      | Turcja        | 7:59:02     |
| 9.      | Szwecja       | 8:06:51     |
| 10.     | Francja       | 8:15:37     |
| 11.     | Estonia       | 8:16:36     |